# Aleksander Trzaska Konopacki
Aleksander Trzaska Konopacki (ur. 5 czerwca 1828 roku w Ponikowicach w powiecie złoczowskim – zm. 28 września 1906 roku) – oficer huzarów brytyjskich, kapitan brytyjskiej marynarki.
W roku 1848 na Węgrzech i wstąpił w szeregi artylerii pieszej Legii Polskiej gen. Wysockiego. W przededniu wybuchu wojny krymskiej w Konstantynopolu wstąpił do służby w konsulacie angielskim. Jako oficer huzarów angielskich odbył kampanię krymską, potem otrzymał posadę tłumacza w marynarce angielskiej w randze kapitana. W 1863 roku przewoził broń zakupioną w Anglii dla powstania i brał udział w pracach organizacyjnych powstańczych na Wschodzie. Jako emeryt rządu angielskiego, osiadł w Stanisławowie.
Pochowany w kwaterze powstańców listopadowych na Cmentarzu Sapieżyńskim w Stanisławowie.